# Milton Céliz
Milton Aaron Céliz (Gregorio de Laferrere, Provincia de Buenos Aires, Argentina, 25 de junio de 1992) es un futbolista argentino. Juega como delantero y su equipo actual es Deportivo Riestra, de la Primera División.

## Trayectoria
Comenzó su carrera como futbolista en Arsenal de Sarandí, donde formó parte de los planteles profesionales entre los años 2012 y 2016. Durante esos años fue cedido a préstamo tres veces a Gimnasia y Esgrima de Jujuy, en 2014, 2015 y en la temporada 2016/17 luego pasó por Juan Aurich de Perú en 2017 y al año siguiente volvió a Argentina para jugar en Independiente Rivadavia de Mendoza. En la temporada 2018/19 se presentó como refuerzo de All Boys donde logró el ascenso a la Primera Nacional y después tuvo un leve paso por San Luis de Quillota de Chile. En el año 2020 volvió a su país de origen para vestir nuevamente la camiseta de All Boys.

## Clubes
| Club | Div.          | Temporada     | Liga  | Liga  | Copas Nac. (1) | Copas Nac. (1) | Copas Internac. (2) | Copas Internac. (2) | Total | Total |
| Club | Div.          | Temporada     | Part. | Goles | Part.          | Goles          | Part.               | Goles               | Part. | Goles |
| --- | ------------- | ------------- | ----- | ----- | -------------- | -------------- | ------------------- | ------------------- | ----- | ----- |
| Arsenal Argentina | 1.ª           | 2012-13       | 15    | 1     | 1              | 1              | 2                   | 0                   | 18    | 2     |
| Arsenal Argentina | 1.ª           | 2014          | 12    | 0     | —              | —              | —                   | —                   | 12    | 0     |
| Arsenal Argentina | 1.ª           | 2016          | 1     | 0     | 0              | 0              | —                   | —                   | 1     | 0     |
| Arsenal Argentina | Total         | Total         | 28    | 1     | 1              | 1              | 2                   | 0                   | 31    | 2     |
| Gimnasia y Esgrima (Jujuy) Argentina | 2.ª           | 2013-14       | 21    | 2     | 0              | 0              | —                   | —                   | 21    | 2     |
| Gimnasia y Esgrima (Jujuy) Argentina | 2.ª           | 2015          | 35    | 8     | 1              | 0              | —                   | —                   | 36    | 8     |
| Gimnasia y Esgrima (Jujuy) Argentina | 2.ª           | 2016-17       | 35    | 5     | 0              | 0              | —                   | —                   | 35    | 5     |
| Gimnasia y Esgrima (Jujuy) Argentina | Total         | Total         | 91    | 15    | 1              | 0              | 0                   | 0                   | 92    | 15    |
| Juan Aurich · Perú | 1.ª           | 2017          | 9     | 1     | —              | —              | 0                   | 0                   | 9     | 1     |
| Juan Aurich · Perú | Total         | Total         | 9     | 1     | 0              | 0              | 0                   | 0                   | 9     | 1     |
| Independiente Rivadavia Argentina | 2.ª           | 2017-18       | 9     | 1     | —              | —              | —                   | —                   | 9     | 1     |
| Independiente Rivadavia Argentina | Total         | Total         | 9     | 1     | 0              | 0              | 0                   | 0                   | 9     | 1     |
| All Boys Argentina | 3.ª           | 2018-19       | 27    | 5     | 1              | 2              | —                   | —                   | 28    | 7     |
| All Boys Argentina | 2.ª           | 2019-20       | 6     | 2     | —              | —              | —                   | —                   | 6     | 2     |
| All Boys Argentina | 2.ª           | 2020          | 7     | 1     | —              | —              | —                   | —                   | 7     | 1     |
| All Boys Argentina | 2.ª           | 2021          | 15    | 2     | —              | —              | —                   | —                   | 15    | 2     |
| All Boys Argentina | Total         | Total         | 55    | 10    | 1              | 2              | 0                   | 0                   | 56    | 12    |
| San Luis de Quillota · Chile | 2.ª           | 2019          | 10    | 2     | —              | —              | —                   | —                   | 10    | 2     |
| San Luis de Quillota · Chile | Total         | Total         | 10    | 2     | 0              | 0              | 0                   | 0                   | 10    | 2     |
| Tigre Argentina | 2.ª           | 2021          | 15    | 3     | 3              | 0              | —                   | —                   | 18    | 3     |
| Tigre Argentina | Total         | Total         | 15    | 3     | 3              | 0              | 0                   | 0                   | 18    | 3     |
| San Martín (Tucumán) Argentina | 2.ª           | 2022          | 12    | 0     | 1              | 0              | —                   | —                   | 13    | 0     |
| San Martín (Tucumán) Argentina | Total         | Total         | 12    | 0     | 1              | 0              | 0                   | 0                   | 13    | 0     |
| Almirante Brown Argentina | 2.ª           | 2022          | 16    | 2     | 1              | 0              | —                   | —                   | 17    | 2     |
| Almirante Brown Argentina | Total         | Total         | 16    | 2     | 1              | 0              | 0                   | 0                   | 17    | 2     |
| Deportivo Riestra Argentina | 2.ª           | 2022          | 1     | 0     | —              | —              | —                   | —                   | 1     | 0     |
| Deportivo Riestra Argentina | 2.ª           | 2023          | 31    | 11    | 0              | 0              | —                   | —                   | 31    | 11    |
| Deportivo Riestra Argentina | 1.ª           | 2024          | 7     | 0     | 15             | 1              | —                   | —                   | 22    | 1     |
| Deportivo Riestra Argentina | Total         | Total         | 39    | 11    | 15             | 1              | 0                   | 0                   | 54    | 12    |
| Total carrera | Total carrera | Total carrera | 284   | 46    | 23             | 4              | 2                   | 0                   | 309   | 50    |
| (1) Copas nacionales incluye la Copa Argentina y la Copa de la Liga Profesional.(2) Copas internacionales incluye la Copa Libertadores de América. |               |               |       |       |                |                |                     |                     |       |       |

## Palmarés

### Torneos nacionales
| Título           | Club    | País      | Año     |
| ---------------- | ------- | --------- | ------- |
| Copa Argentina   | Arsenal | Argentina | 2012-13 |
| Primera Nacional | Tigre   | Argentina | 2021    |

### Otros logros
| Título                        | Club                   | País      | Año     |
| ----------------------------- | ---------------------- | --------- | ------- |
| Ascenso a Primera Nacional    | All Boys               | Argentina | 2018-19 |
| Ascenso a la Primera División | Club Deportivo Riestra | Argentina | 2023    |

Fuente: Transfermarkt.es, soccerway.com y fichajes.com